# کریستین ون برووکیون
کریستین ون برووکیون (انگلیسی: Christine Van Broeckhoven؛ زادهٔ ۹ آوریل ۱۹۵۳) یک زیست شناس، استاد دانشگاه، زیست‌شناس مولکولی، و سیاست‌مدار اهل بلژیک است.
وی همچنین برنده جوایزی همچون جایزه پتامکین شده‌است.